# フル・ハウス (フェアポート・コンヴェンションのアルバム)
| 専門評論家によるレビュー | 専門評論家によるレビュー |
| レビュー・スコア         | レビュー・スコア         |
| 出典                     | 評価                     |
| ------------------------ | ------------------------ |
| オールミュージック       | [ 1 ]                    |

『フル・ハウス』 (Full House)は1970年にリリースされたフォークロックグループフェアポート・コンヴェンションの5枚目のアルバムである。 

## 背景
サンディ・デニーがフォザリンゲイを結成するために脱退したため、フェアポートにとって女性ボーカリストなし初のアルバムとなった。創設メンバーのアシュリー・ハッチングスもスティーライ・スパンに去っていたので、替わってデイヴ・ペグがベーシストとして参加している。リチャード・トンプソンは翌年初めにソロキャリアのためにバンドを去ることになった。
前作『リージ・アンド・リーフ』で多くのトラディショナルフォークの再解釈を行ったように、『フル・ハウス』でも再解釈が行われている。複数の曲が「ダーティー・リネン」と「フラット・バック・ケイパー」の2つのメドレーとしてまとめ上げられている。このアルバムには長年このグループのライブセットの一部であり、「忘れられない、不機嫌な、眩しい」と説明される9分間のトラック「スロース」も収録されている。

## リリース
アルバムジャケットはリチャード・トンプソンのノートをフィーチャーした、ラミネートされていない見開きジャケットだった。さまざまなキャラクターが参加するなりすましの民俗ゲームの記述の形式を取り、最終的なスコアの切り上げによって完了する。例えば：
メイドのお金に：長い年月の間で最もホットなサイコロ投げのいくつか。ドクターズ・ドルイドの卵が彼に代わって立っていた。後の11,000人のケルンの処女による残酷なスポーツに対する抗議。さまよえるユダヤ人は、ハングマンとの乱闘で殺され、鋤の刃で2つに切り裂かれた。
オールミュージックはこのアルバムを「前作のリージ・アンド・リーフよりも刺激的であるが、前作ほど重要ではない」と表現している。『フル・ハウス』は1970年7月18日に全英アルバムチャートに登場し、11週間滞在し、ピークは13位を記録した。ローリング・ストーン誌のレビュアーも熱狂的で、アルバムを「…イギリスにおけるThe Bandに相当する...彼らはのカントリーフォークの伝統を十分に吸収し、それが全体に現れ始めたが、彼らはまだロックと言うルーツを維持している」と説明した。 

## トラックリスト

### オリジナル
オリジナルの『フル・ハウス』は次のトラックで構成されることを意図されていた。
| #  | タイトル                                                                 | 作詞 | 作曲・編曲 | 時間 |
| -- | ------------------------------------------------------------------------ | ---- | ---------- | ---- |
| 1. | 「ウォーク・アワイル」(リチャード・トンプソン、デイヴ・スウォーブリック) |      |            | 3:57 |
| 2. | 「ドクター・オブ・フィジーク」(トンプソン、スウォーブリック)             |      |            | 3:37 |
| 3. | 「ダーティー・リネン」(トラディショナル；スウォーブリック編曲)           |      |            | 4:17 |
| 4. | 「スロース」(トンプソン、スウォーブリック)                               |      |            | 9:19 |

| #  | タイトル | 作詞 | 作曲・編曲 | 時間 |
| -- | --- | ---- | ---------- | ---- |
| 5. | 「サー・パトリック・スペンス」(トラディショナル；フェアポート・コンヴェンション編曲)                                             |      |            | 3:30 |
| 6. | 「フラットバック・ケイパー」(ロナルド・クーパー、ターロック・オキャロラン、トラディショナル；フェアポート・コンヴェンション編曲) |      |            | 6:24 |
| 7. | 「哀れなウィルと陽気な首つり人」(トンプソン、スウォーブリック)                                                                   |      |            | 5:31 |
| 8. | 「森の花」(トラディショナル；フェアポート・コンヴェンション編曲)                                                                 |      |            | 4:04 |

テストプレスはこのシーケンスに従って行われたがリチャード・トンプソンがギターソロに満足していなかったためアルバムが正式にリリースされる前に「哀れなウィルと陽気な首つり人」の削除を要求した。この削除は最初のLPスリーブが既にトラックリストに表示されている曲で印刷されているような後期段階で行われた。 元のリストの上に黒のブロックを印刷し、改訂されたトラックリストを金で重ね刷りする必要があったが重ね刷りせず誤ったトラックリストを付けたスリーブが何点か公開されてしまった。 スリーブの記事がまだ欠落しているトラックを参照しているという事実にもかかわらず、後続のすべての印刷には修正されたトラックリストが掲載されていた。

### 実際のリリース
実際のリリースのトラックの順序は次のとおり：
| #  | タイトル                 | 作詞 | 作曲・編曲 | 時間 |
| -- | ------------------------ | ---- | ---------- | ---- |
| 1. | 「ウォーク・アホワイル」 |      |            | 3:57 |
| 2. | 「ダーティー・リネン」   |      |            | 4:17 |
| 3. | 「スロース」             |      |            | 9:19 |

| #  | タイトル                       | 作詞 | 作曲・編曲 | 時間 |
| -- | ------------------------------ | ---- | ---------- | ---- |
| 4. | 「サー・パトリック・スペンス」 |      |            | 3:30 |
| 5. | 「フラットバック・ケイパー」   |      |            | 6:24 |
| 6. | 「ドクター・オブ・フィジーク」 |      |            | 3:37 |
| 7. | 「森の花」                     |      |            | 4:04 |

### 2001年再発行
2001年にアイランド・レコードは元のトラックの順序に従って『フル・ハウス』の拡張版を再発行し、さらに4曲を追加した。 
- 「ナウ・ビー・サンクフル」（オリジナルのモノミックス）
- 「主の年1727年、キンレアキーのレアードとの結婚の告知の際に、ロッホ・ノブからの第77騎兵隊の退却についてのサー・B・マッケンジーの娘の嘆き（サー・B・マッケンジー）」
- 「ボニー・バンチ・オブ・ロージズ」
- 「ナウ・ビー・サンクフル」（新しいステレオミックス）

「ナウ・ビー・サンクフル」と「サー・B・マッケンジー」はもともとイギリスのアイランド・レコードから1970年にWIP-6089としてリリースされていた。2曲とも1970年7月22日にサウンド・テクニック（ロンドン）で収録された。 
フェアポート・コンヴェンションフェアポートによる「サー・B・マッケンジー」のスタジオ録音は「ビフ、バン、クラッシュ（トラッド）」、「キルフェノラ（トラッド）」および「ボストンのお茶会（スウォーブリック）」から成っている。シングル盤がリリースされるまでには、バンドは「ボニー・ケイト（トラッド）」、「キルフェノラ」、「ボストンのお茶会」および「ビフ、バン、クラッシュ」をメドレーとして演奏していた。数年のうちに「サー・B・マッケンジー」はメドレーに続いて「テイル・トドル（トラッド）」が続くように修正された。1970年代の終盤にはメドレーにはさらに伝統曲の「煙突のぼれ」が含まれるようになっていた。 
「主の年1727年、キンレアキーのレアードとの結婚の告知の際に、ロッホ・ノブからの第77騎兵隊の退却についてのサー・B・マッケンジーの娘の嘆き」と言う題名は最も長い曲の題名としてギネス世界記録に登録されていた。 
ロサンゼルスのゴールドスタースタジオでの『フルハウス』セッションの1か月後に録音された「ボニー・バンチ・オブ・ローゼズ」は、フェアポート・コンヴェンションのコンピレーションアルバム「ミート・オン・ザ・リッジ：ザ・クラシック・イヤーズ（1967 - 1975)」として1999年にA＆Mレコードからリリースされた。 
（リチャード・トンプソンのコンピレーションアルバム『ウォッチング・ザ・ダーク』に収められたものとは全く異なる）『ナウ・ビー・サンクフル』のステレオミックスはリー・ハンブリンとフランク・コーンラッセンによって作成され、1988年に『アイランド生活、アイランド・レコードの25年』で以前にリリースされている。 

## 製作
- プロデューサー：ジョー・ボイド
- 録音：1970年2月〜3月、サウンド・テクニクス（ロンドン）
- ボーカルのオーバーダビング：1970年4月、ヴァンガードスタジオ（ニューヨーク）
- エンジニア：ジョン・ウッド
- スリーブ・ノート：リチャード・トンプソン
- デザイン（スリーブのコンセプトとデザイン）： スーパーワイヴス

## パーソネル
- デイヴ・スウォーブリック – ボーカル、フィドル、ヴィオラ、マンドリン（6,7）
- リチャード・トンプソン – ボーカル、エレキギター
- デイヴ・ペグ – ボーカル、ベースギター、マンドリン（6）
- デイヴ・マタックス – ドラム、パーカッション、ハーモニウム（2）、ボーラン（3）
- サイモン・ニコル – ボーカル、エレクトリック＆アコースティックギター、ベースギター（6）、エレクトリックダルシマー（8）